# JAPAN CIRCUIT
JAPAN CIRCUIT（ジャパン・サーキット）は、ロッキング・オン社が企画、制作するマンスリーライブイベントである。

## 沿革
1. JAPAN CIRCUIT -vol.1-（2002年2月8日）
奥田民生・HUSKING BEE・チェンバロ・SUCK DOWN
2. JAPAN CIRCUIT -vol.2-（2002年3月4日）
MONGOL800・YO-KING・PENPALS・Hermann H.&The Pacemakers
3. JAPAN CIRCUIT -vol.3-（2002年4月5日）
曽我部恵一・クラムボン・キリンジ・Polaris
4. JAPAN CIRCUIT -vol.4-（2002年5月10日）
GRAPEVINE・175R・MO'SOME TONEBENDER・シークレットゲスト
5. JAPAN CIRCUIT -vol.5-（2002年6月6日）
エレファントカシマシ・GOING STEADY・BAZRA・smorgas
6. JAPAN CIRCUIT -vol.6-（2002年11月11日）
THE BOOM・DOMINO88・アナム&マキ・矢野真紀
7. JAPAN CIRCUIT -vol.7-（2002年12月13日）
B-DASH・スケボーキング・babamania・LOST IN TIME
8. JAPAN CIRCUIT -vol.8-（2003年1月12日）
PE'Z・Syrup16g・ACIDMAN・レミオロメン
9. JAPAN CIRCUIT -vol.9-（2003年2月9日）
DRY&HEAVY・MASTER LOW・CUBISMO GRAFICO・RUDEBONES
10. JAPAN CIRCUIT -vol.10-（2003年3月9日）
東京スカパラダイスオーケストラ・GREAT3・COOL DRIVE・和田唱(TRICERATOPS)
11. JAPAN CIRCUIT -vol.11-（2003年4月13日）
TRICERATOPS・HEESEY WITH DUDES・Hermann H. & The Pacemakers・detroit7
12. JAPAN CIRCUIT -vol.12-（2003年5月10日）
The ピーズ・曽我部恵一・ハナレグミ・BANK$
13. JAPAN CIRCUIT -vol.13-（2003年10月19日）
AIR・BOOM BOOM SATELLITES・Polaris・犬式 a.k.a. Dogggystyle
14. JAPAN CIRCUIT -vol.14-（2003年11月15日）
ACIDMAN・ASIAN KUNG-FU GENERATION・ART-SCHOOL・THE BACK HORN
15. JAPAN CIRCUIT -vol.15-（2004年2月14日）
DOPING PANDA・the band apart・HOLSTEIN・Syrup16g
16. JAPAN CIRCUIT -vol.16-（2004年3月13日）
レミオロメン・スネオヘアー・椿屋四重奏・東京60WATTS
17. JAPAN CIRCUIT -vol.17-（2004年4月10日）
曽我部恵一・無戒秀徳アコースティック&エレクトリック・ストレイテナー・サンボマスター
18. JAPAN CIRCUIT -vol.18-（2004年5月15日）
GOING UNDER GROUND・LOST IN TIME・ランクヘッド・Jackson vibe
19. JAPAN CIRCUIT -vol.19-（2004年6月12日）
GO!GO!7188・BEAT CRUSADERS・弾き語りYO-KING・フジファブリック
20. JAPAN CIRCUIT -vol.20-（2004年11月13日）
エレファントカシマシ・GRAPEVINE・ART-SCHOOL・アナログフィッシュ
21. JAPAN CIRCUIT -vol.21-（2005年2月19日）
Syrup16g・曽我部恵一・椿屋四重奏・キャプテンストライダム
22. JAPAN CIRCUIT -vol.22-（2005年3月20日）
ハナレグミ・マボロシ・Salyu・bonobos
23. JAPAN CIRCUIT -vol.23-（2005年4月9日）
ELLEGARDEN・10-FEET・locofrank・DOPING PANDA
24. JAPAN CIRCUIT -vol.25-「ROCK IN JAPAN FES.2005 前夜祭」（2005年6月25日）
THE BACK HORN・フジファブリック・つばき・ストレイテナー
25. JAPAN CIRCUIT -vol.26-（2005年10月15日）
レミオロメン・ランクヘッド・セカイイチ・plane
26. JAPAN CIRCUIT -vol.27-WEST（2005年10月16日）
レミオロメン・ランクヘッド・DEPAPEPE・plane
27. JAPAN CIRCUIT -vol.28-WEST（大阪）（2005年11月4日）
BEST CRUSADERS・木村カエラ・SPARTA LOCALS・RYUKYUDISKO
28. JAPAN CIRCUIT -vol.-29-（東京）（2005年11月13日）
BEST CRUSADERS・木村カエラ・SPARTA LOCALS・RYUKYUDISKO
29. JAPAN CIRCUIT -vol.30-（2006年2月11日）
OVERGROUND ACOUSTIC UNDERGROUND・向井秀徳アコースティック&エレクトリック・マキシマムザホルモン・髭（HiGE）
30. ROCKIN'ON PRESENTS JAPAN CIRCUIT -vol.31-（2006年3月18日）
DOPING PANDA・10-FEET・lostage・ASPARAGUS
31. ROCKIN'ON PRESENTS JAPAN CIRCUIT -vol.32-（大阪）（2006年4月22日）
GRAPEVINE・スネオヘアー・NICO Touches the Walls・音速ライン
32. ROCKIN'ON PRESENTS JAPAN CIRCUIT -vol.33-（東京）（2006年4月23日）
GRAPEVINE・スネオヘアー・NICO Touches the Walls・音速ライン
33. ROCKIN'ON PRESENTS JAPAN CIRCUIT -vol.34-（大阪）（2006年5月20日）
チャットモンチー・the ARROWS・No Regret Life・アナログフィッシュ・つばき
34. ROCKIN'ON PRESENTS JAPAN CIRCUIT -vol.35-（東京）（2006年5月20日）
チャットモンチー・the ARROWS・No Regret Life・アナログフィッシュ・つばき
35. ROCKIN'ON PRESENTS JAPAN CIRCUIT -vol.36-（大阪）（2006年6月22日）
Dragon Ash・smorgas・POSSIBILITY・10-FEET
36. ROCKIN'ON PRESENTS JAPAN CIRCUIT -vol.37-（東京）（2006年6月24日）
Dragon Ash・smorgas・POSSIBILITY・Dt.
37. JAPAN CIRCUIT -vol.38-（2006年10月21日）
PUFFY・YOUR SONG IS GOOD・ホフディラン・Base Ball Bear
38. JAPAN CIRCUIT -vol.39-WEST（2006年11月17日）
ACIDMAN・フジファブリック・VOLA & THE ORIENTAL MACHINE・DOPING PANDA
39. JAPAN CIRCUIT -vol.40-（2006年11月25日）
ACIDMAN・フジファブリック・VOLA & THE ORIENTAL MACHINE・RADWIMPS
40. JAPAN CIRCUIT -vol.41-（2007年3月18日）
ART-SCHOOL・音速ライン・ミドリカワ書房・GOOD DOG HAPPY MEN
41. ROCK'ON PRESENTS JAPAN CIRCUIT -vol.42- ROCK IN JAPAN FES.2007 STARTING PARTY（2007年4月21日）
bonobos・向井秀徳アコースティック&エレクトリック・ダイノジ
42. JAPAN CIRCUIT -vol.43- （2007年10月3日）
LOW IQ & THE RHYTHM MAKERS・GLORY HILL・BIGMAMA・knotlamp
43. JAPAN CIRCUIT -vol.44- （2008年11月28日）
片平実・前田博章・the chef cooks me・鶴・ダイノジ・サンボマスター
44. JAPAN CIRCUIT -vol.45- （2009年4月25日）
HALCALI・福原美穂・マボロシ・SEAMO
45. JAPAN CIRCUIT -vol.46- （2009年5月30日）
Yacht.・the HIATUS・BEAT CRUSADERS
46. JAPAN CIRCUIT -vol.47- （2009年6月27日）
SBK・NICO Touches the Walls・Dragon Ash・エレファントカシマシ
47. JAPAN CIRCUIT vol.48 WEST～山崎死闘編～ （2010年4月11日）
ASIAN KUNG-FU GENERATION・エレファントカシマシ・plenty・Base Ball Bear・THE BAWDIES
48. JAPAN CIRCUIT vol.49 WEST～山崎共闘編～ （2010年6月12日）
くるり・ストレイテナー・andymori・日本マドンナ
49. JAPAN CIRCUIT WEST「山崎死闘編」～6.9の日～ （2012年6月9日）
宇宙まお・The Mirraz・plenty・andymori・BIGMAMA
50. JAPAN CIRCUIT -vol.51- （2013年5月5日）
andymori・宇宙まお・［Alexandros］・東京カランコロン・DOES・溝渕文
51. JAPAN CIRCUIT -vol.52- （2013年9月28日）
赤い公園・ART-SCHOOL・宇宙まお・SCANDAL・tricot・ねごと
52. JAPAN CIRCUIT vol.54 WEST～山崎死闘編～ （2015年11月2日）
クリープハイプ・androp・米津玄師